# Каларко (Месина)
Каларко је насеље у Италији у округу Месина, региону Сицилија.
Према процени из 2011. у насељу је живело 821 становника. Насеље се налази на надморској висини од 133 м.